# Касяновка
Касяновка (на руски: Касьяновка) е село в Кантемировски район на Воронежка област на Русия.
Влиза в състава на селището от селски тип Журавское.

## География

### Улици
- ул. Садовая,
- ул. Советская,
- ул. Театральная.

## Население
| 2010 |
| ---- |
| 706  |

## Известни жители
- ((ru)) Анна Рубан (род. 1942 г.) – пълен кавалер на Ордена на трудовата слава.